# Kai Häfner
Kai Häfner (Schwäbisch Gmünd, 10 de julio de 1989) es un jugador de balonmano alemán que juega de lateral derecho en el TVB 1898 Stuttgart. Es internacional con la selección de balonmano de Alemania.
Con la selección ganó la medalla de oro en el Campeonato Europeo de Balonmano Masculino de 2016 y la medalla de bronce en los Juegos Olímpicos de Río de Janeiro 2016.

## Palmarés

### Selección nacional
| Juegos Olímpicos   | Juegos Olímpicos | Juegos Olímpicos  | Juegos Olímpicos |
| Año                | Lugar            | Medalla           |                  |
| ------------------ | ---------------- | ----------------- | ---------------- |
| 2016               | Río de Janeiro   | Medalla de bronce |                  |
| 2024               | París            | Medalla de plata  |                  |
| Campeonato Europeo |                  |                   |                  |
| Año                | Lugar            | Medalla           |                  |
| 2016               | Polonia          | Medalla de oro    |                  |

### Frisch Auf Göppingen
- Copa EHF (1): 2011

## Clubes
- TSB Schwäbisch Gmünd ( -2006)
- TVB Stuttgart 1898 (2006-2007)
- Frisch Auf Göppingen (2007-2011)
- HBW Balingen-Weilstetten (2011-2014)
- TSV Hannover-Burgdorf (2014-2019)
- MT Melsungen (2019-2023)
- TVB 1898 Stuttgart (2023- )